# Gewerbeordnung 1994
Die Gewerbeordnung 1994 (GewO 1994) ist ein österreichisches Gesetz, das die selbständig ausgeübten Gewerbe, den Zugang zu diesen und deren Ausübung regelt. Die Bestimmungen der Gewerbeordnung haben sowohl liberale als auch restriktive Züge.

## Geschichtlicher Überblick
Die Gewerbeordnung 1859, in Kraft getreten zum 1. Mai 1860, war sowohl vom Geist des politischen Zentralismus als auch des ökonomischen Liberalismus geprägt. Sie vereinheitlichte das zuvor territorial unterschiedliche Gewerberecht und wahrte gleichzeitig die Gewerbefreiheit. Die allermeisten Gewerbe (Handwerk, Handel, …) waren freie Gewerbe, nur die Aufnahme der Tätigkeit war gegenüber der Behörde meldepflichtig. 14 Gewerbe wurden mit Rücksicht auf öffentliche Interessen bei Bewirtung und Beherbergung, Transport von Gütern und Personen, Brandschutz und Seuchenbekämpfung zu konzessionierten Gewerben erklärt und deren Ausübung an formale Bedingungen geknüpft.
In der Folge des Börsenkrachs von 1873 und der darauf folgenden Wirtschaftskrise kam es zu einer Renaissance des zunftmäßig geprägten Wirtschaftsdenkens, das auch in der Gewerbeordnung ein Echo fand. 1883 traten zu den freien Gewerben (Handel) und konzessionierten Gewerben als dritte Gruppe 12 handwerksmäßige Gewerbe (Handwerk) hinzu. Sowohl für die Ausübung der konzessionierten Gewerbe als auch die handwerksmäßigen Gewerbe wurde nun ein Befähigungsnachweis gefordert (Lehrzeugnis und Arbeitszeugnis über eine zweijährige Verwendung als Gehilfe im Gewerbe oder in einem analogen Fabrikbetrieb). Außerdem wuchs die Zahl der konzessionierten Gewerbe („aus Gründen der öffentlichen Ordnung und Sicherheit“) auf 21 und es wurden Vorschriften über gewerbliche Betriebsanlagen, sogar ausgewählte Betriebspflichten, die Ausbildung von Lehrlingen und Genossenschaften eingeführt.
1907 wurden – nicht zuletzt aufgrund des politischen Drucks des gewerblichen Mittelstandes – die Zutrittsschranken erhöht. Auch die Ausübung des Handelsgewerbes wurde nun an einen Befähigungsnachweis geknüpft. Die Anzahl der handwerksmäßigen Gewerbe (Handwerk) wurde auf 54 erhöht und eine obligatorische Gesellenprüfung vorgeschrieben. Als Befähigungsnachweis galten zumeist Gesellenprüfung und dreijährige einschlägige Verwendungszeit. Das Erfordernis der Meisterprüfung stammt erst aus 1934.
Unter dem Druck der Weltwirtschaftskrise und ständestaatlicher Vorstellungen kam es 1934 auch zur Einführung von 37 „gebundener Gewerbe“. Auch hier wurde ein Verwendungsnachweis verlangt. Die Anzahl der handwerksmäßigen Gewerbe (Handwerk) wurde auf 59 erhöht. Die Anzahl der konzessionierten Gewerbe wuchs auf 52. 1934 löste zudem das Untersagungsgesetz die beiden Sperrverordnungen aus 1933 (Gewerbesperre) ab. Die Behörde konnte nun die Eröffnung eines Gewerbebetriebes untersagen, wenn dadurch Wettbewerbsverhältnisse in wirtschaftlich ungesunder Weise beeinflusst würden.
Der Wunsch der etablierten Gewerbetreibenden nach Erschwerung des Marktzutritts für neue Konkurrenten setzte sich also nach der Weltwirtschaftskrise voll durch.
1938 bis 1948 galten auch im Gewerberecht reichsdeutsche Bestimmungen.
1948 bzw. 1952 wurden sie wieder durch österreichisches Recht ersetzt. Trotz Abschaffung des Untersagungsgesetzes gab es noch 47 gebundene Gewerbe, 79 handwerksmäßige Gewerbe und 58 konzessionierte Gewerbe.
Aufgrund der zum Teil unklaren Abgrenzungen zwischen den einzelnen Gewerbeberechtigungen kam es oft zu (teils langjährigen) Konflikten teilweise skurriler Art, etwa zwischen Bäckern und Zuckerbäckern um die Faschingskrapfen. Das Bedürfnis nach grundlegender Reform wuchs.
1957 wurde deshalb im Nationalrat eine Entschließung gefasst, die den zuständigen Bundesminister ersuchte, im Wege einer Kommission Grundlagen für eine neue Gewerbeordnung zu schaffen. Daraus entstand die Gewerbeordnung 1973 (sic), die wieder mehr Gewerbefreiheit bringen sollte. Die vier Gewerbekategorien wurden allerdings beibehalten, Anmeldungsgewerbe (freie und gebundene Gewerbe und Handwerke) und konzessionierte (bewilligungspflichtige) Gewerbe wurden präziser unterschieden.
Der Weg in Richtung einer liberaleren Gewerbeordnung erwies sich als schwierig.
Auch durch die Gewerberechtsnovelle 1992 wurde an den vier Gewerbekategorien nichts geändert, es kam nur zur Umbenennung der konzessionierten in „bewilligungspflichtige gebundene Gewerbe“. 1994 kam es zur Wiederverlautbarung der GewO 1973 – sie heißt seitdem GewO 1994. Der Grundsatz der Gewerbefreiheit, wie er in der Gewerbeordnung von 1859 festgehalten wurde, ist nach wie vor nur teilweise verwirklicht.

## Gewerbearten
Die Gewerbeordnung unterscheidet seit der Gewerbeordnungsnovelle 2002 drei Arten von Gewerben.

### Freie Gewerbe
Für diese ist kein Befähigungsnachweis vorgeschrieben (alle Berufe, die keine reglementierten Gewerbe sind). Sie dürfen bei Erfüllung der allgemeinen Voraussetzungen aufgrund der Anmeldungen des betreffenden Gewerbes ausgeübt werden.
Beispiele: Filmproduktion, Grafiker, Handelsgewerbe, Kanalräumer, Tankreiniger oder Werbeagentur.

### Reglementierte Gewerbe
Bei reglementierten Gewerben muss bei der Gewerbeanmeldung der für dieses Gewerbe vorgeschriebene Befähigungsnachweis erbracht werden. Reglementierte Gewerbe, die in Form eines Industriebetriebes ausgeübt werden können, sind in der Regel vom Befähigungsnachweis ausgenommen. Beispiele sind Fleischer, Unternehmensberater, Versicherungsagent, Schlosserei, Tischler oder Kosmetiker.
Bei den reglementierten Gewerben gibt es Zuverlässigkeitsgewerbe. Diese dürfen erst nach Vorliegen eines rechtskräftigen, die besondere Zuverlässigkeit feststellenden Bescheides ausgeübt werden. Beispiele sind Baumeister, Pyrotechnikunternehmen, Zimmermeister, Vermögensberater oder Waffenhändler. Ohne Zuverlässigkeitsprüfung sind dagegen zum Beispiel das Gastgewerbe oder der Drogist.

### Teilgewerbe
Bei Teilgewerben handelt es sich um Tätigkeiten reglementierter Gewerbe, deren selbständige Ausführung auch von Personen erwartet werden kann, die die Befähigung dafür auf vereinfachte Art nachweisen (zum Beispiel Lehrabschlussprüfung, Praxiszeiten).
Beispiele: Änderungsschneiderei, Nagelstudio, Autoverglasung, Fahrradtechnik oder Erdbau.

## Voraussetzungen für die Erlangung einer Gewerbeberechtigung
Bei der gewerbsmäßigen Ausübung einer Tätigkeit, die der Gewerbeordnung unterliegt, muss eine Gewerbeberechtigung vorhanden sein. Die Berechtigung wird durch Gewerbeanmeldung erlangt, wenn die in der Gewerbeordnung festgelegten Voraussetzungen gegeben sind. Gewerbsmäßigkeit liegt vor, wenn eine Tätigkeit selbständig, regelmäßig und mit der Absicht, Gewinn zu erzielen, durchgeführt wird.
Als selbständig gilt jede Tätigkeit, die auf eigene Rechnung und Gefahr ausgeübt wird. Selbständig handelt somit jeder, der das Unternehmerrisiko auch für Verluste oder unter anderem auch für den eigenen Verdienstausfall trägt. Als „regelmäßig ausgeübt“ gilt eine Tätigkeit, wenn sie in bestimmten Zeitabständen wiederholt vorgenommen wird. Auch eine einmalige Handlung gilt als regelmäßig, wenn nach den Umständen des Falles auf Wiederholungsabsicht geschlossen werden kann oder wenn sie längere Zeit erfordert. Auch das Anbieten einer Tätigkeit an einen größeren Kreis von Personen gilt als Gewerbeausübung. Ertragserzielungsabsicht liegt vor, wenn die Absicht besteht, ein Entgelt zu erzielen, das die mit der Tätigkeit in Zusammenhang stehenden Kosten übersteigt. Werden tatsächlich Verluste erzielt, kann dennoch Ertragserzielungsabsicht vorliegen (zum Beispiel in der Startphase eines Unternehmens).
Grundbedingung für die Erlangung einer Gewerbeberechtigung ist das Vorliegen allgemeiner und besonderer Voraussetzungen für die Gewerbeausübung.
Allgemeine Voraussetzungen bei Einzelunternehmern sind:
- Eigenberechtigung (Vollendung des 18. Lebensjahres, keine Sachverwalterschaft)
- Die Staatsangehörigkeit zu einem Mitgliedstaat der EU oder eines anderen Vertragsstaates des EWR oder Vorliegen eines fremdrechtlichen Aufenthaltstitels (Aufenthaltsberechtigung) zur Ausübung des Gewerbes
- Fehlen von Ausschlussgründen.

Für die reglementierten Gewerbe muss eine berufliche Berechtigung laut Gewerbeordnung bzw. Ingenieurgesetz vorliegen, das heißt, ein Befähigungsnachweis über eine einschlägige berufliche Vorbildung, also etwa ein Studium bzw. Fachhochschullehrgang, Diplom einer Berufsbildenden höheren Schule (BHS) oder eines vergleichbaren Lehrgangs wie Kolleg, Aufbaulehrgang, Meisterschule, oder Abschlussprüfung einer Berufsbildenden mittleren Schule (BMS, Fachschule) und Berufserfahrung.
Allgemeine Voraussetzungen bei Gesellschaften sind:
- Kein mangels Vermögens abgewiesener oder aufgehobener Konkurs (Versicherungsvermittlung auch Konkurseröffnung)
- Nichtvorliegen von Ausschlussgründen bei Personen mit maßgeblichem Einfluss auf den Geschäftsbetrieb der Gesellschaft, wie zum Beispiel Komplementäre oder maßgeblich beteiligte Gesellschafter, Geschäftsführer usw.
- Bestellung eines geeigneten gewerblichen Geschäftsführers

### Träger von Gewerbeberechtigungen
Ein Gewerbe kann nur von Personen angemeldet werden, die nach der Gewerbeordnung als Träger von Gewerbeberechtigungen anerkannt sind. Dazu gehören:
- Einzelunternehmen (natürliche Personen)
- eingetragene Personengesellschaften (OG, KG)
- Kapitalgesellschaften (GmbH, AG) und sonstige juristische Personen wie Genossenschaften (ren.Gen.mbH, reg.Gen.muH), Vereine, politische Parteien, Gebietskörperschaften (Gemeinden), gesetzlich anerkannte Kirchen und Religionsgemeinschaften, Kammern und andere Körperschaften des öffentlichen Rechtes (zum Beispiel Sozialversicherungsträger).

### Besondere Voraussetzungen bei reglementierten Gewerben
Hier müssen zusätzlich zu den Allgemeinen Voraussetzungen noch besondere Zugangsvoraussetzungen erfüllt werden. Der Befähigungsnachweis ist vom jeweils angemeldeten Gewerbe abhängig und kann durch Meisterprüfungs-, Schulabschluss- oder Dienstzeugnisse erbracht werden.

### Ausschlussgründe
Die Ausschlussgründe sind in § 13 GewO 1994 geregelt:
- Vorstrafen (auch bedingte) wegen betrügerischer Krida, Schädigung fremder Gläubiger, Begünstigung eines Gläubigers oder grob fahrlässiger Beeinträchtigung von Gläubigerinteressen, betrügerischen Vorenthaltens von Sozialversicherungsbeiträgen und Zuschlägen nach dem Bauarbeiter-, Urlaubs- und Abfertigungsgesetz oder organisierte Schwarzarbeit; bei Gastgewerben: Suchtgiftdelikte.
- Vorstrafen (auch bedingte) wegen einer sonstigen strafbaren Handlung mit einer Verurteilung zu einer Freiheitsstrafe von über 3 Monaten oder einer Geldstrafe über 180 Tagessätzen, keine Bestrafung wegen bestimmter Finanzvergehen.
- Ein mangels Vermögens rechtskräftig abgewiesener Konkurs oder aufgehobener Konkurs (bei Versicherungsvermittlung auch Konkurseröffnung), solange in der Insolvenzdatei ersichtlich (= 3 Jahre).

## Arbeiten über die Grenzen
Herüberarbeiten nach Österreich ist das bloß vorübergehende und gelegentliche Ausführen bestellter gewerblicher Tätigkeiten durch Unternehmer, die weder Sitz noch Niederlassung in Österreich haben. Als gewerbliche Tätigkeit sind nur Dienstleistungen zu verstehen.

### Voraussetzungen für das Herüberarbeiten nach Österreich
Der EWR- bzw. Schweizer Unternehmer muss nachweisen, dass er in seinem Niederlassungsstaat die Tätigkeit befugt ausübt und soweit es sich um Tätigkeiten reglementierter Gewerbe handelt:
- den Befähigungsnachweis der österreichischen Gewerbeordnung erbringt und
- mindestens ein Monat vor der erstmaligen Aufnahme der Tätigkeit eine schriftliche Anzeige an den Bundesminister für Arbeit und Wirtschaft erstattet.

Nicht erforderlich ist für EWR-Unternehmer der Nachweis der inländischen Befähigung oder der Anerkennung der ausländischen Berufserfahrung durch den BMWA oder der Feststellung der individuellen Befähigung, wenn sie nachweisen, dass die Tätigkeit auch im Heimatstaat reglementiert ist. Ist dies nicht der Fall, ist nachzuweisen, dass eine reglementierte Ausbildung absolviert oder die Tätigkeit mindestens 2 Jahre lang innerhalb der letzten 10 Jahre ausgeübt wurde.

### Unternehmer mit Sitz in oder Staatsangehörigkeit zu einem Drittstaat
Für Unternehmer mit Sitz in oder Staatsangehörigkeit zu einem Drittstaat gelten folgende Regelungen:
- Unternehmer aus einem Drittstaat, der Mitgliedstaaten des Abkommens über die Errichtung der Welthandelsorganisation ist: Diese sind derzeit nur berechtigt Geschäfte anzubahnen, dürfen aber weder eine Verkaufstätigkeit noch eine Dienstleistungstätigkeit in Österreich ausführen.
- Ein Tätigwerden ist nur mittels inländischer Zweigniederlassung einer juristischen Person oder einer österreichischen Tochtergesellschaft möglich; dort dürfen lediglich Schlüsselkräfte beschäftigt werden.
- Unternehmer aus Drittstaaten, die nicht Welthandelsorganisation-Mitgliedstaaten sind, bedürfen einer Gleichstellung mit Bescheid des Landeshauptmannes mit Staatsangehörigkeit beziehungsweise Gesellschaften eines WTO-Mitgliedstaates mit den für diese geltenden Beschränkungen.

### Gewerbeausübung durch Ausländer mit Standort in Österreich
Die Ausübung eines Gewerbes ist für natürliche Personen nur möglich, wenn
- ein Staatsvertrag vorliegt, womit Österreichern im Herkunftsstaat des Ausländers das gleiche Recht eingeräumt wird oder
- ein rechtmäßiger Aufenthalt in Österreich die Ausübung einer selbstständigen Erwerbstätigkeit zulässt, und
- nicht ausdrücklich die österreichische Staatsangehörigkeit für die Ausübung des Gewerbes festgelegt ist.

Ausländische juristische Personen oder eingetragene Personengesellschaften müssen eine im Firmenbuch eingetragene Zweigniederlassung nachweisen.
Staatenlose sowie nach der Flüchtlingskonvention anerkannte Flüchtlinge, dürfen Gewerbe nur dann ausüben, wenn sie sich fremdenrechtlich zur Ausübung einer Erwerbstätigkeit in Österreich aufhalten dürfen. Gleiches gilt für Asylwerber und ausländische Studenten.
Staatsangehörige von EU-/EWR-Vertragsstaaten genießen Sichtvermerks- und Niederlassungsfreiheit und dürfen Gewerbe wie Österreicher anmelden und ausüben. Letzteres gilt auch für Schweizer Bürger.

### Anerkennung von Ausbildungsnachweisen
Wegen des unterschiedlichen Berufszugangs in den EU-/EWR-Vertragsstaaten wurden zur Vermeidung von Diskriminierungen folgende, den EG-Richtlinien entsprechende Anerkennungen von Ausbildungsnachweisen in der Gewerbeordnung festgelegt:
- Anerkennung der in einem anderen Vertragsstaat erworbenen Berufserfahrung und Ausbildung gemäß der EWR-Anerkennungsverordnung
- Gleichhaltung der in einem anderen Vertragsstaat erworbenen Berufsqualifikation mit dem jeweiligen österreichische Befähigungsnachweis als Ergänzung zu den Anerkennungsregeln oder bei nicht durch die Anerkennungsverordnung erfassten Berufen.

## Enden der Gewerbeberechtigung
Eine Gewerbeberechtigung kann
- erlöschen,
- vom Inhaber zurückgelegt,
- auf Wunsch des Inhabers ruhend gestellt oder
- nach einem Verfahren durch die Gewerbebehörde entzogen werden.[13]

## Gewerbliches Umweltrecht
Zum Schutz der Nachbarn durch Geruch, Lärm, Rauch, Staub oder Erschütterung und um nachteilige Einwirkung auf die Beschaffenheit der Gewässer zu vermeiden enthalten §§ 74 ff. in Verbindung mit §§ 353 ff. GewO 1994 verschiedene Betreiberpflichten und Bestimmungen über das Genehmigungsverfahren für gewerbliche Betriebsanlagen. Das gewerbliche Betriebsanlagenrecht zählt zu den wichtigsten anlagenbezogenen Umweltgesetzen Österreichs.